# 涂嘉會
涂嘉會（1554年—？），字君履，號亨宇，江西南昌府南昌縣人，民籍，明朝政治人物。

## 生平
萬曆七年（1579年）己卯科江西鄉試第五名舉人，八年（1580年）中式庚辰科會試第一百四十二名，三甲第二百四十名進士。吏部觀政，丁憂，服闋，十三年（1585年）授刑部主事，十七年（1589年）升郎中，同年出為荊州府知府，二十二年（1594年）引疾致仕歸里。

## 家族
曾祖涂九彰；祖父涂天壽；父涂懋賞，母李氏。